# Австрия на «Евровидении-1983»
Австрия принимала участие в двадцать восьмом выпуске телевизионного конкурса Евровидение-1983, который состоялся 23 апреля в Мюнхене, ФРГ. Страну представлял специально основанный для участия в конкурсе бойз-бэнд Westend с песней Hurricane («Ураган»), написанной основателем и участником группы Петером Вьювегером в соавторстве с Хели Дайнбук и Хайнцом Нессициусом. По итогам голосования они заняли девятое место из 20, набрав 53 очка. Тем не менее, Hurricane стала предшественницей австрийской заявки на Евровидение-1984 Einfach weg в исполнении Аниты Вагнер. Конкурс был показан на канале ORF zwei с комментариями Эрнста Гриссмана. Глашатаем, объявлявшим очки Австрии, была Тилия Херольд.

## До «Евровидения»

### Aus Zwölf wird eins 1983
Начиная с 1981 года австрийская телекомпания ORF организовывала национальный отбор для выбора артиста и песни, либо только песни для участия на Евровидение. Отбор, получивший название Aus Zwölf wird eins, был применён и к выбору заявки на конкурс 1983 года. Aus Zwölf wird eins 1983 состоялся 17 марта в телецентре ORF в Вене. Ведущей была Бриджит Ксандер. Двенадцать песен участвовало в национальном отборе, а победитель определялся голосами 328 телезрителей в возрасте от 16 до 60 лет по телефону. Среди конкурсантов отбора были бывший и будущий представители Австрии на Евровидение. Ватерлоо представлял страну на Евровидение-1976 как участник дуэта Waterloo & Robinson. Гари Люкс будет представлять Австрию на Евровидение-1985 и Евровидение-1987.
| Порядковый номер | Исполнитель            | Название песни           | Очки  | Место |
| ---------------- | ---------------------- | ------------------------ | ----- | ----- |
| 1                | Вальнер и Лиха         | Bleib doch hier          | 461   | 8     |
| 2                | Иоганнес Райманн       | Summa is                 | 193   | 12    |
| 3                | Андреас Вёрц           | Musik Musik              | 252   | 10    |
| 4                | Патрик Нес             | Ein wort von dir         | 625   | 5     |
| 5                | Westend                | Hurricane                | 1,238 | 1     |
| 6                | E & G & ETW            | Hallo welt               | 572   | 6     |
| 7                | The Hornettes          | Hello, Mr Radio          | 817   | 3     |
| 8                | Гари Люкс              | Bleib wie du bist        | 647   | 4     |
| 9                | Инес Райгер и Do-Re-Mi | Träume sind unser Leben  | 559   | 7     |
| 10               | Мануэла Лееб           | Du bist mein Talisman    | 408   | 9     |
| 11               | The Duncan Sisters     | Heute Nacht wird gelacht | 234   | 11    |
| 12               | Ватерлоо               | Freiheit                 | 1,216 | 2     |

## На «Евровидении»
Во время конкурса Евровидение Westend выступали под номером 18, между Португалией и Бельгией. Участники группы были одеты в майки сложной трёхцветной расцветки (сине-жёлто-красной) и узкие штаны жёлтого цвета. Их выступление было поддержано танцовщицей и барабанщиком, исполнявшим бэк-вокал и игравшим на электронных барабанах. По итогам голосования они заняли девятое место из 20, набрав 53 очка. 12 очков австрийское жюри присудило вице-чемпиону конкурса, Израилю. Дирижёром во время исполнения австрийской заявки был Рихард Остеррайхер.

### Голосование
| Очки      | Страна                                     |
| --------- | ------------------------------------------ |
| 12 баллов |                                            |
| 10 баллов | - Турция                                   |
| 8 баллов  |                                            |
| 7 баллов  |                                            |
| 6 баллов  | - Дания                                    |
| 5 баллов  | - Италия - Португалия                      |
| 4 балла   | - Греция - Нидерланды - Швеция - Югославия |
| 3 балла   | - Бельгия - Великобритания - Кипр          |
| 2 балла   | - Израиль                                  |
| 1 балл    |                                            |

| Очки      | Страна         |
| --------- | -------------- |
| 12 баллов | Израиль        |
| 10 баллов | Великобритания |
| 8 баллов  | Швеция         |
| 7 баллов  | Германия       |
| 6 баллов  | Швейцария      |
| 5 баллов  | Люксембург     |
| 4 балла   | Нидерланды     |
| 3 балла   | Норвегия       |
| 2 балла   | Финляндия      |
| 1 балл    | Югославия      |